# Bướm phượng đuôi kiếm răng tù
Bướm phượng đuôi kiếm răng tù (danh pháp hai phần: Teinopalpus imperialis) là một loài bướm phượng quý hiếm được tìm thấy từ Nepal và Bắc Ấn Độ, đông bắc Việt Nam. Màu sắc xanh ở cánh là do cấu trúc lượng tử ảnh sáng của các vảy và là đối tượng của nhiều cuộc nghiên cứu.
Loài bướm phượng đuôi kiếm răng tù có phạm vi phân bố hẹp, ở tây nam Trung Quốc,Nêpan, Đông Bắc Ấn Độ (Sikkim, Assam), Mianma, Bắc Thái Lan, Lào. Ở Việt Nam loài này phân bố rải rác từ miền Bắc: Lào Cai (Vườn quốc gia Hoàng Liên), Cao Bằng (Khu bảo tồn Pioac), Vĩnh Phúc (Vườn quốc gia Tam Đảo), vào tới Kontum (Khu bảo tồn Ngọc Linh).

## Hình ảnh

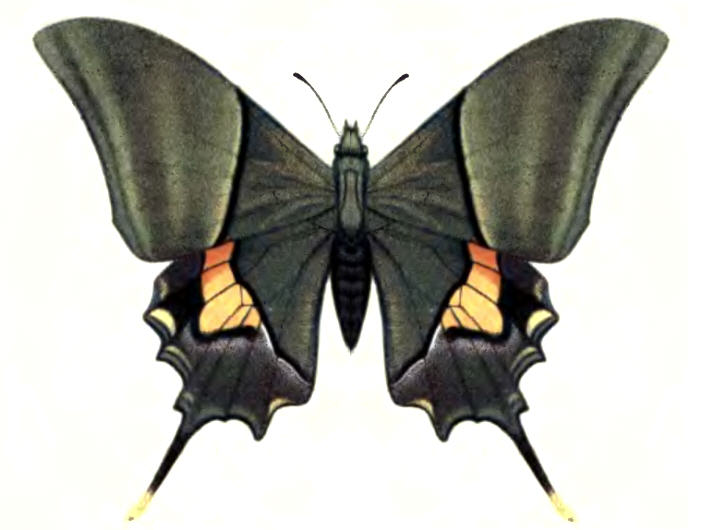
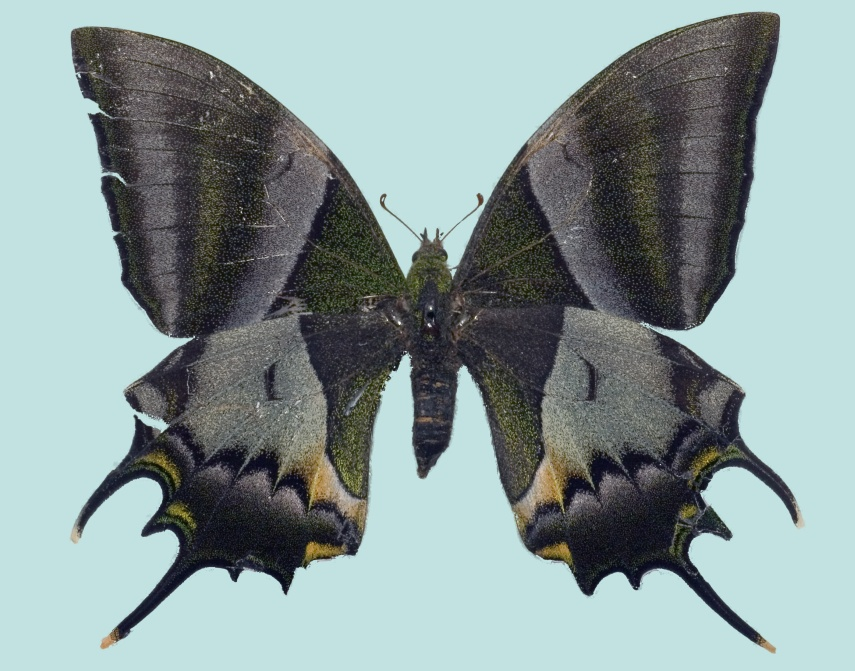
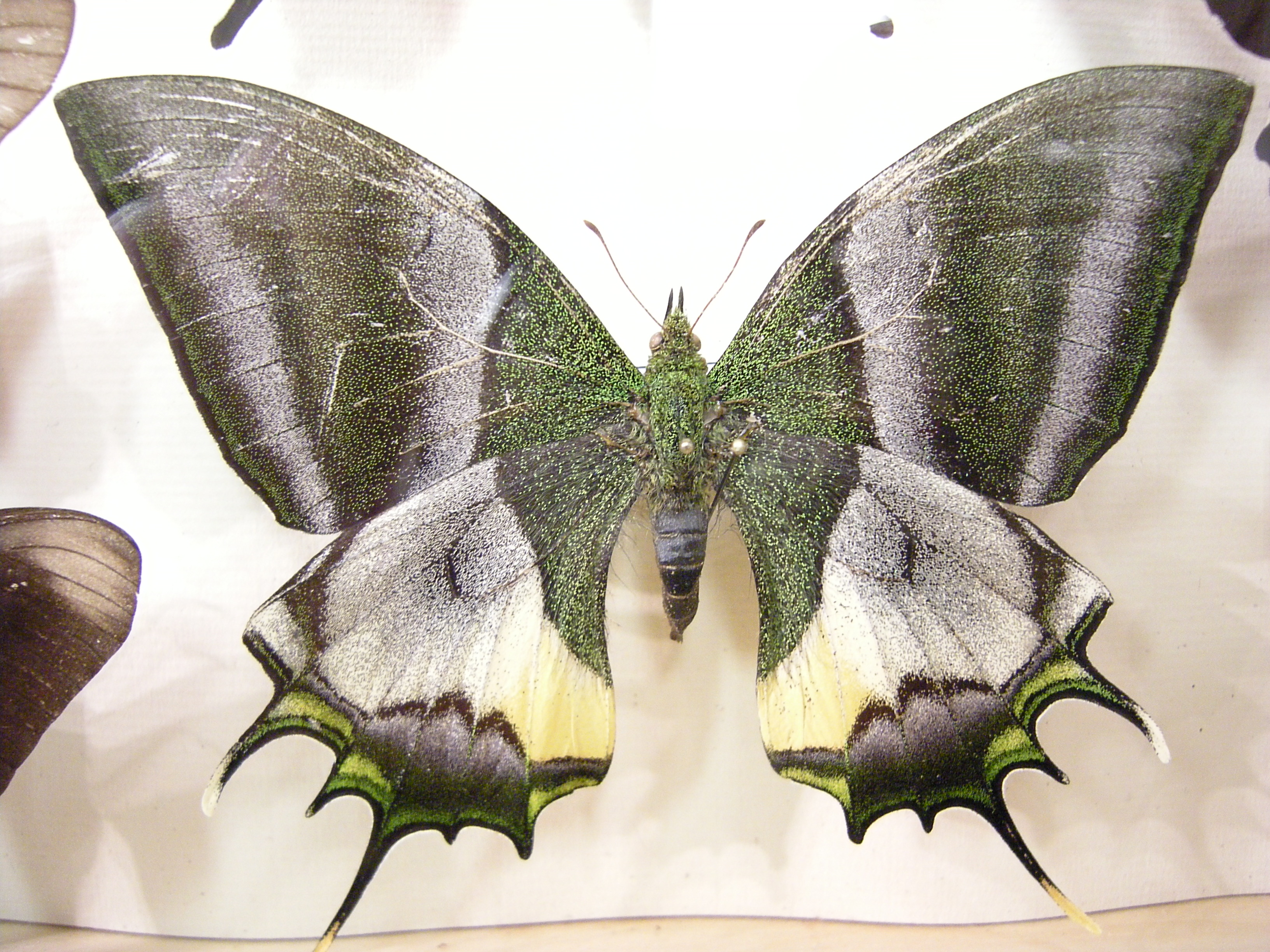
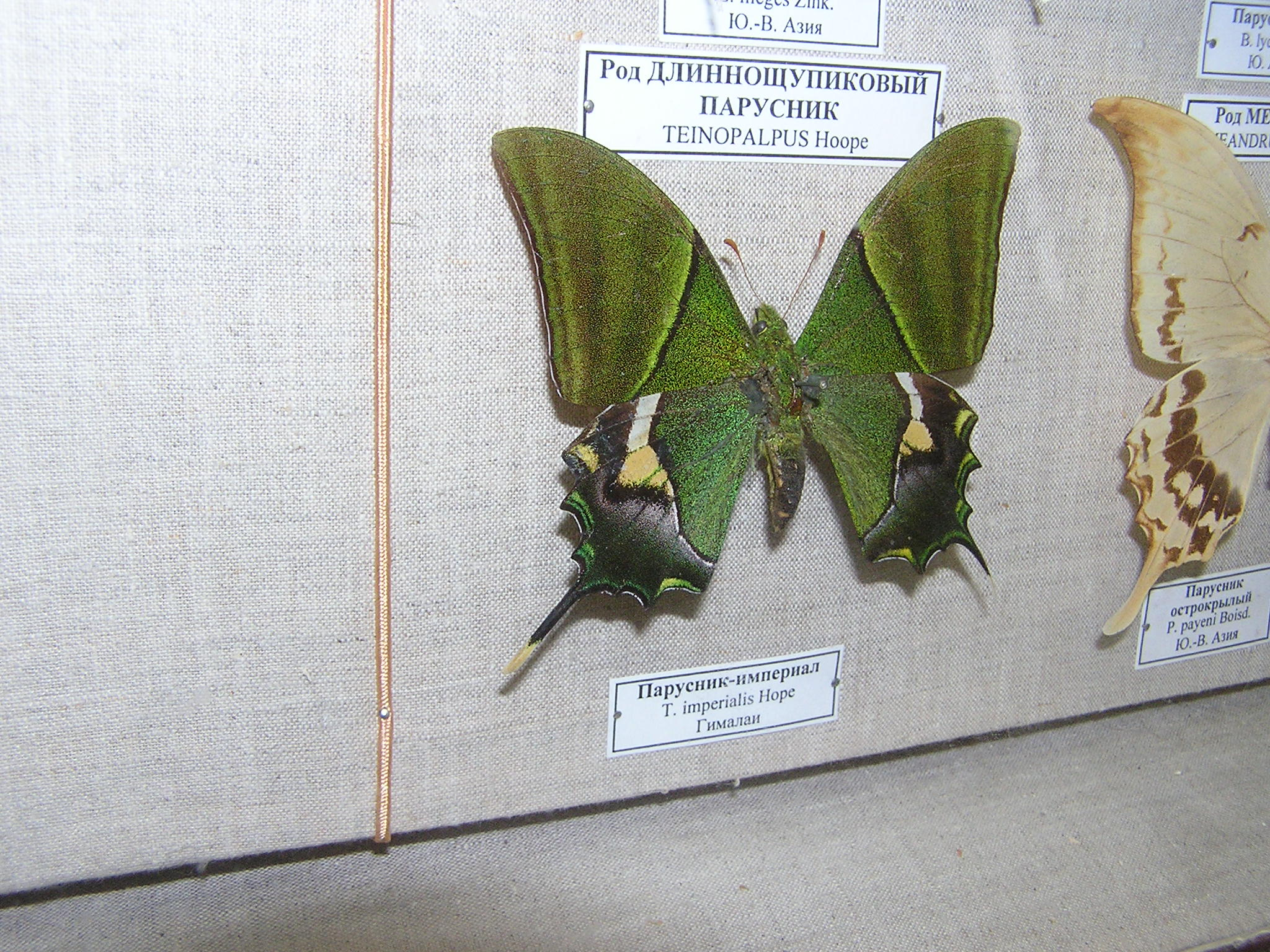
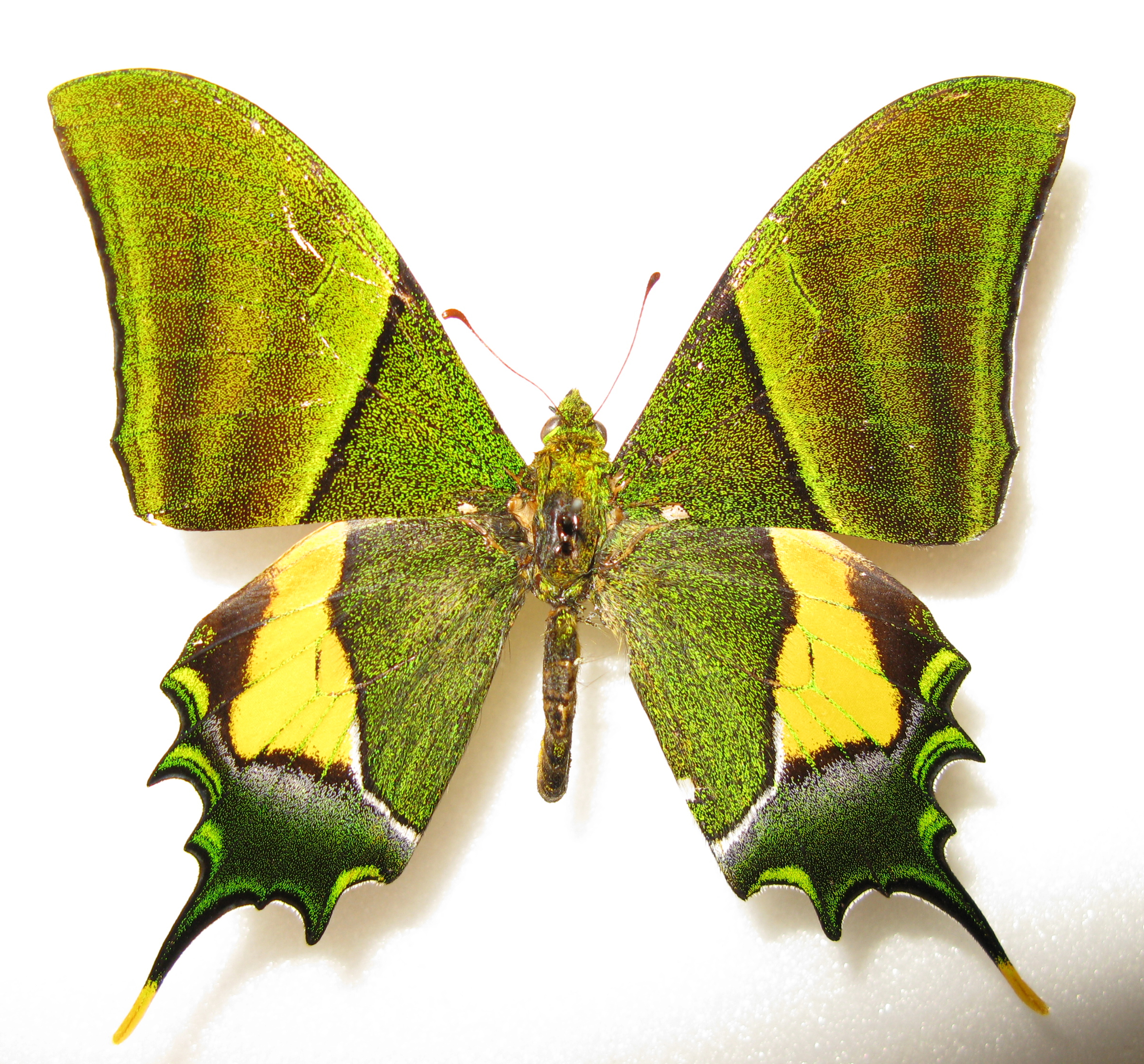